# Sint-Michaëlkerk (Aufkirch)
De Sint-Michaëlkerk (Duits: Sankt-Michael-Kirche) in Aufkirch aan het Bodenmeer was de eerste moederkerk van Überlingen (Baden-Württemberg). De kleine zaalkerk ligt op een heuvel ten noordwesten van de stad en dateert deels uit circa 1000.

## Geschiedenis

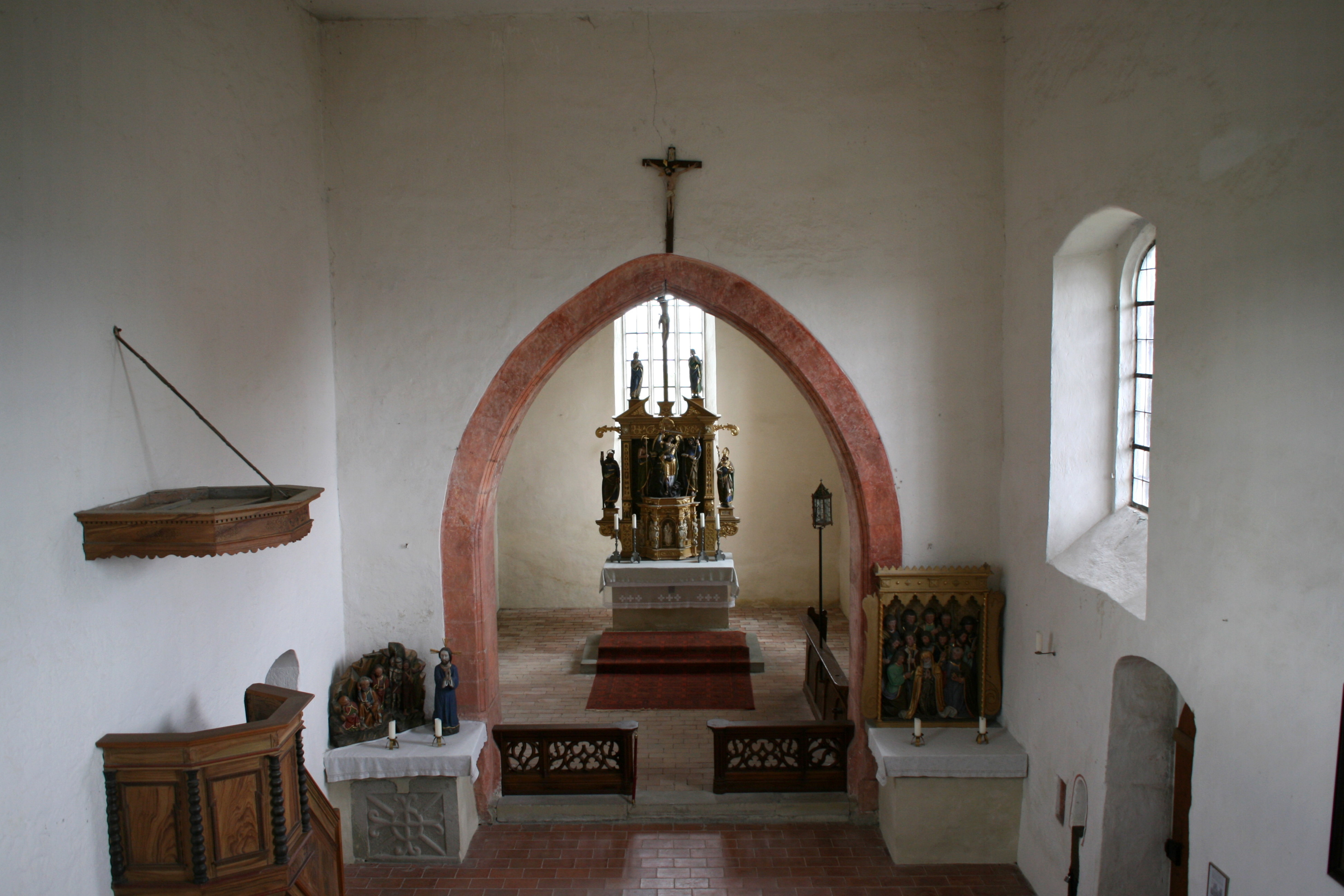
Interieur

De naam Überlingen werd in het jaar 770 voor het eerst gedocumenteerd. Destijds was het nog een koningsgoed met een aan de heilige aartsengel Michaël gewijde parochiekerk. In de 9e eeuw ontwikkelde zich aan de oever van het Bodenmeer een nederzetting, waar zich nu het Überlinger stadsgebied bevindt. De verderop gelegen Michaëlkerk bleef echter de parochiekerk van de stad.
Pas rond 1350 werden de parochierechten van de Michäëlkerk overgedragen aan de op de fundamenten van de oudere stadskerk gebouwde Nicolaasmunster. Van 1311 tot 1343 was de Michaëlkerk met het kleine Aufkirch het kloosterbezit van de Abdij Engelberg en van 1343 tot 1557 behoorde de kerk aan de Duitse Orde op het eiland Mainau. De Duitse Orde droeg het kerkleen ten slotte aan Überlingen over.

## Architectuur
Het oudste deel van de kerk is het kerkschip, dat stamt uit circa 1000. Aan het tot vijf meter hoge grove muurwerk van het kerkschip zijn die oudste delen te herkennen. Het koor ontstond in het midden van de 14e eeuw en bestaat uit twee traveeën met een kruisribgewelf. De sluitstenen tonen de aartsengel Michaël en de heilige Helena. Toen het koor werd gebouwd was het hoger dan het kerkschip, dat pas in de late 15e eeuw op hetzelfde niveau als het koor werd gebracht.
Aan de noordelijke kant van de kerk staat de klokkentoren met een laatgotische trapgevel. De toren stortte in 1950 in, waarbij ook een deel van het kerkschip en het Maria-altaar werd verwoest. Alleen het koor en het westelijke deel van de kerk bleven toen onbeschadigd.

## Afbeeldingen

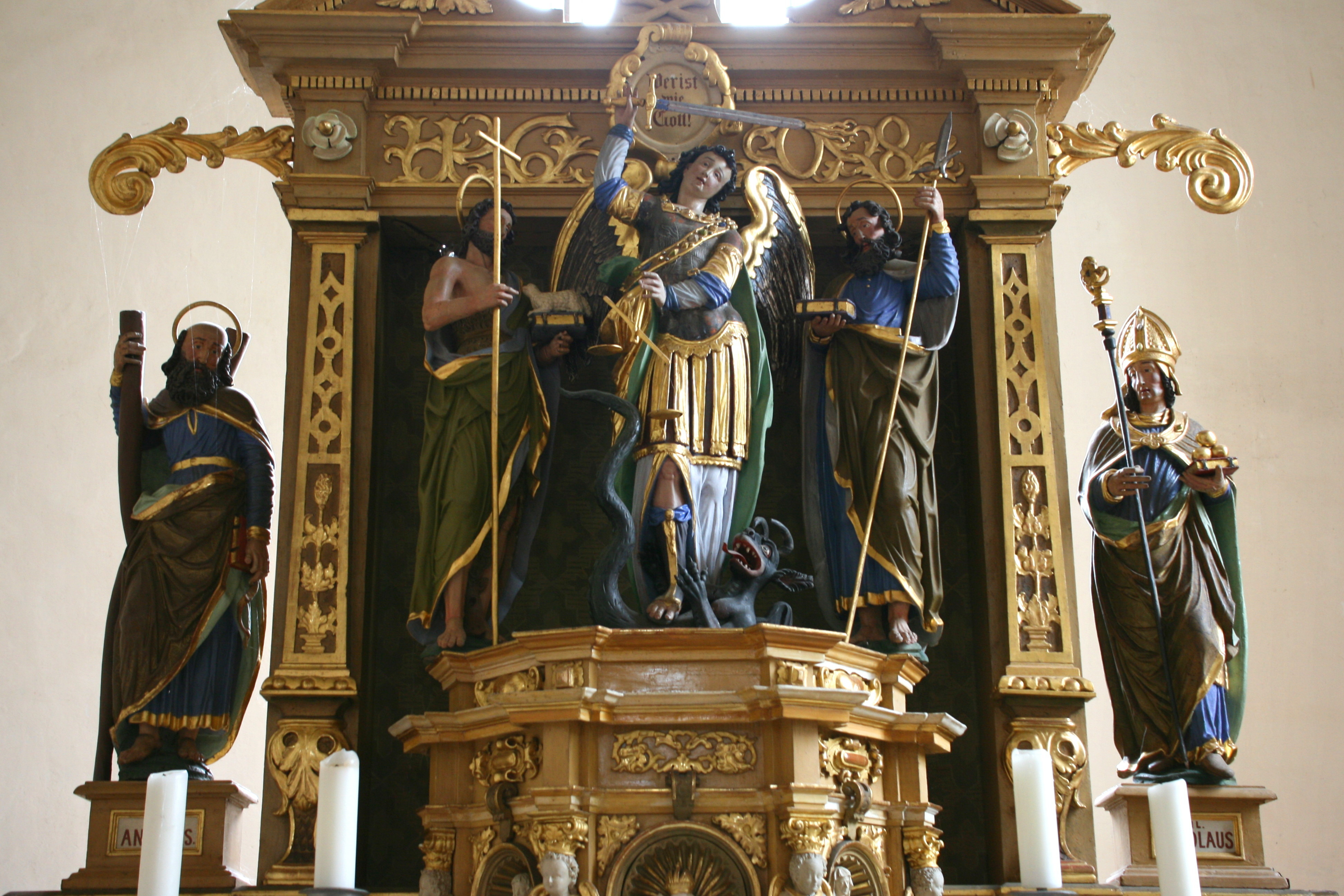
Hoogaltaar
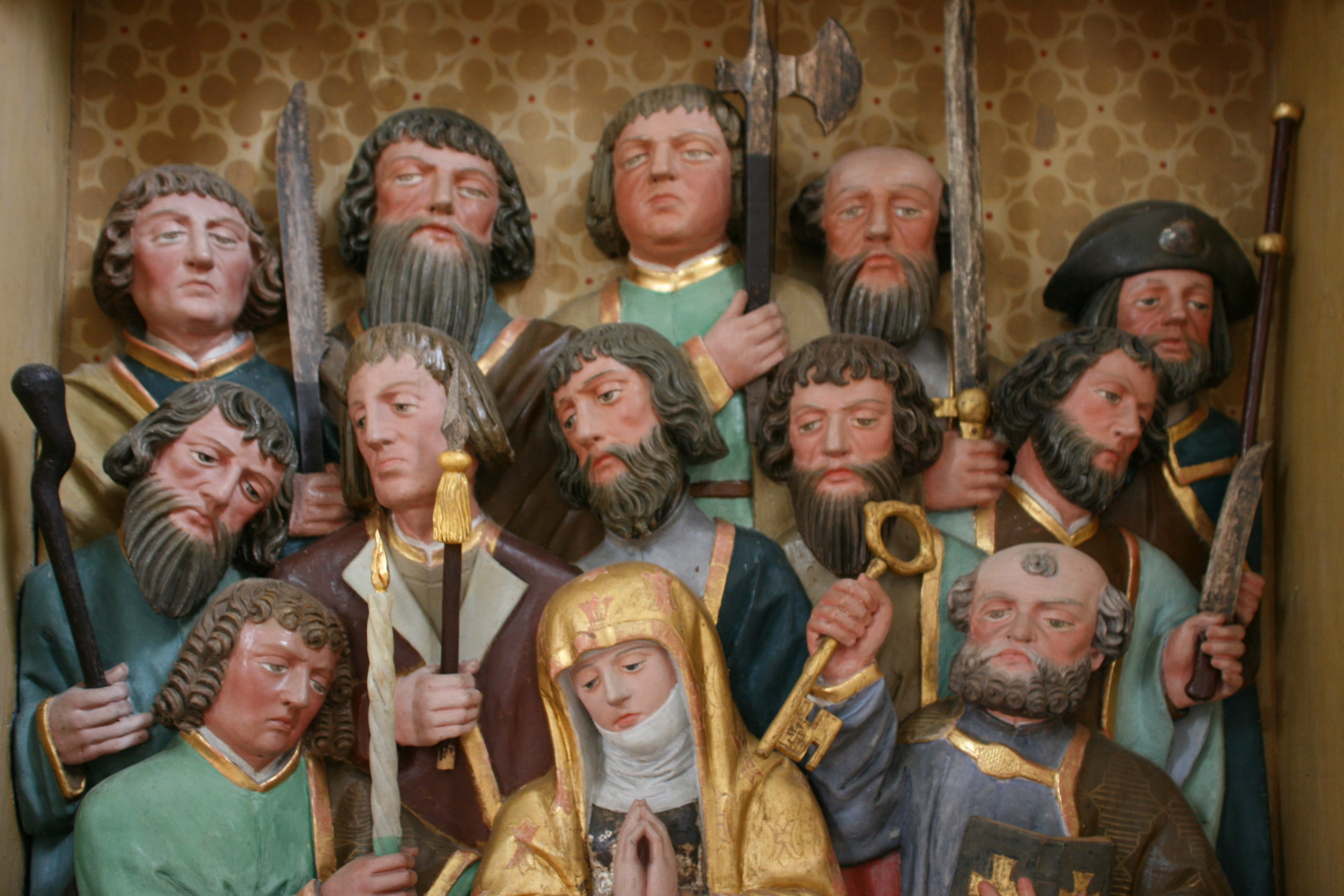
Detail zijaltaar
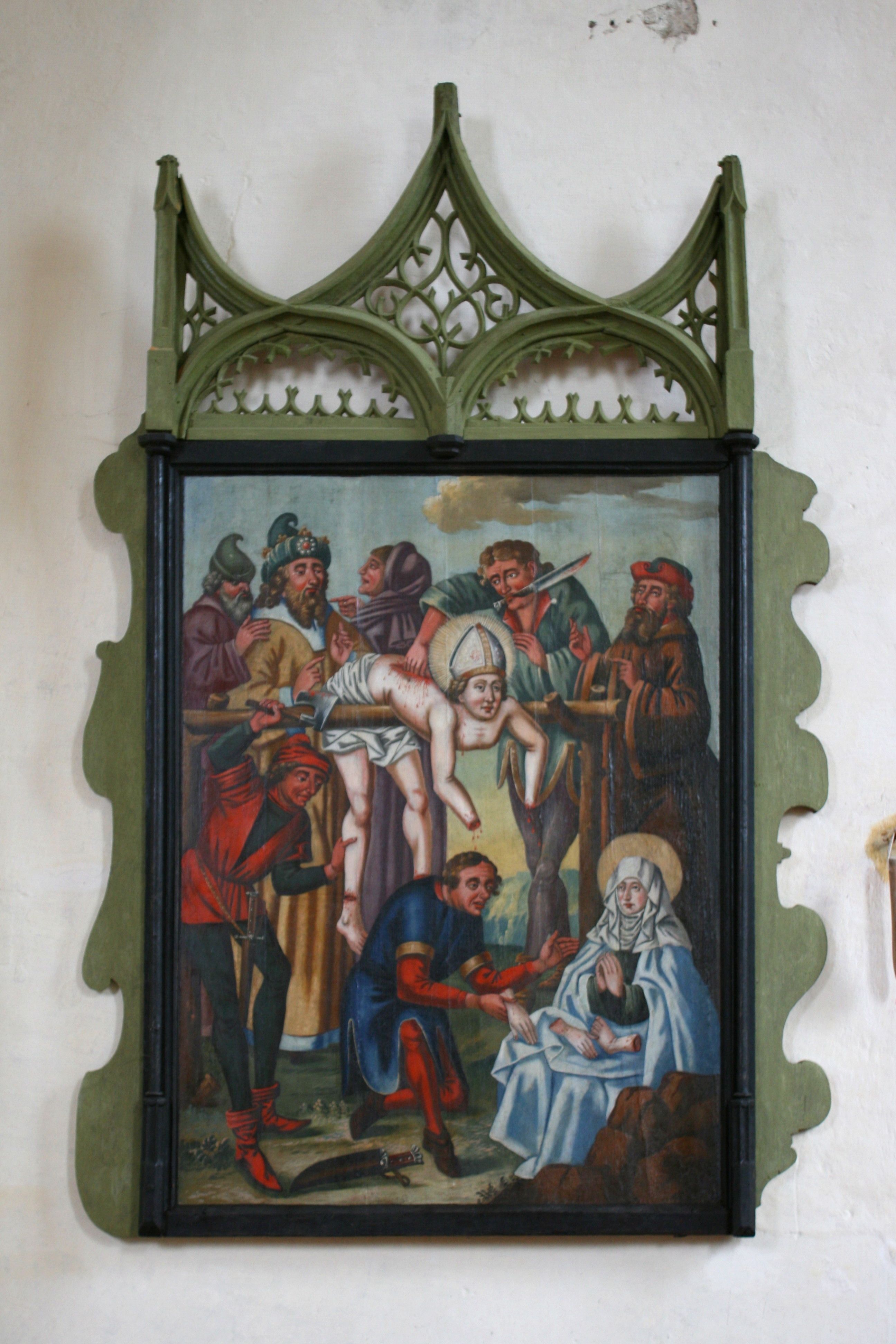
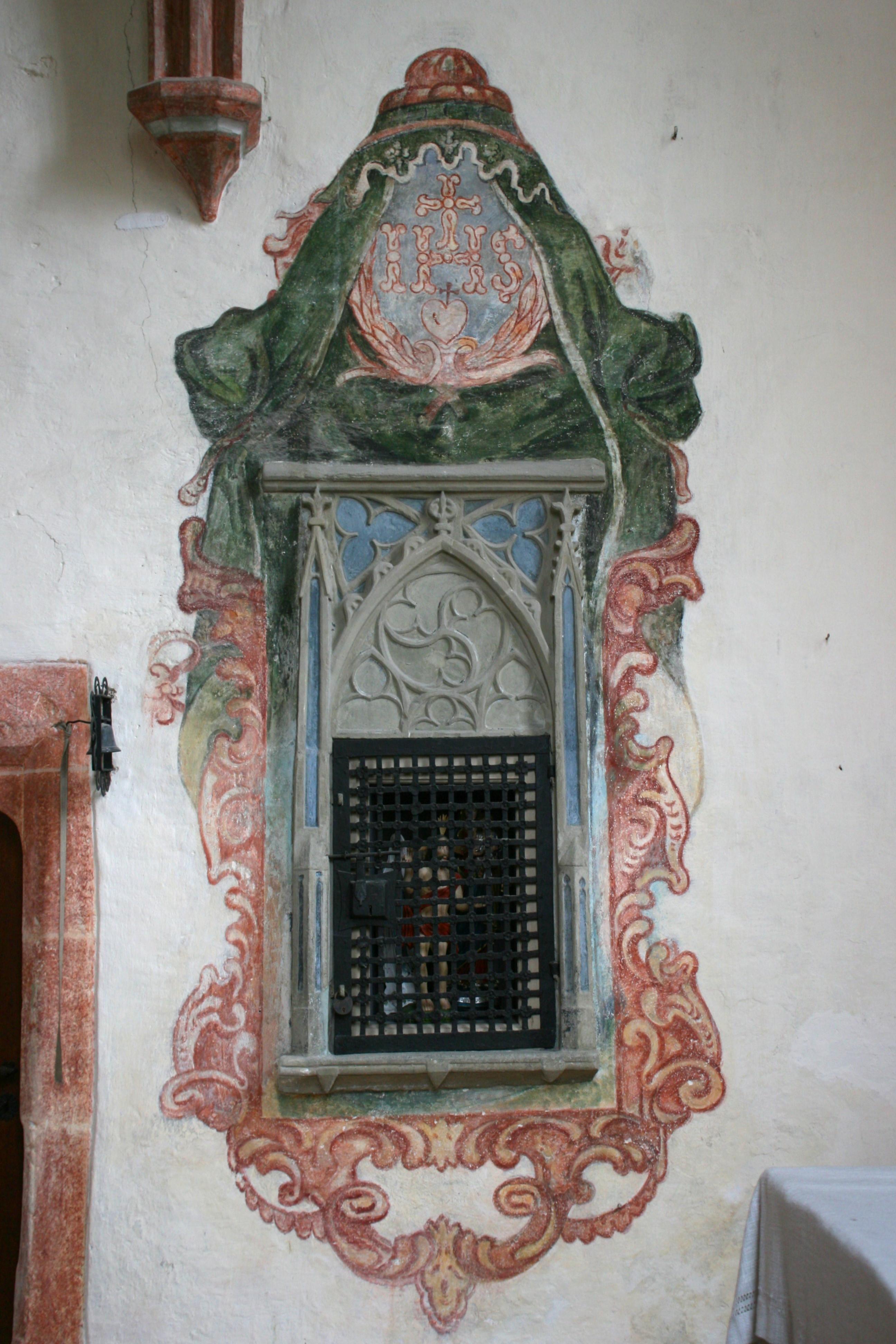
Gotische muurnis